# LogMeIn Hamachi
LogMeIn Hamachi är ett program som simulerar ett lokalt nätverk, utan att klienterna är kopplade till ett gemensamt nätverk. Detta medför att de som är inloggade på ett Local Area Network (LAN) i Hamachi kan dela filer och spela datorspel med andra människor över internet, som om alla satt i ett och samma lokala nätverk. Hamachi lägger till ett nytt nätverksinstick; på så sätt får användaren ett nytt ip-nummer från Hamachi som passerar förbi routern.